# EuroLeague 2008/09
Die Saison 2008/09 war die 9. Spielzeit der EuroLeague (offiziell Turkish Airlines EuroLeague) unter Leitung der ULEB und die insgesamt 52. Saison des bedeutendsten Wettbewerbs für europäische Basketball-Vereinsmannschaften, der von 1958 bis 2000 von der FIBA unter verschiedenen Bezeichnungen organisiert wurde.
Den Titel gewann Panathinaikos Athen. Für die Griechen war es der dritte Titelgewinn.

## Teilnehmende Mannschaften
| Name                  | Stadt           | Spielstätte                                   | Fassungs- vermögen | EuroLeague Titel** |
| --------------------- | --------------- | --------------------------------------------- | ------------------ | ------------------ |
| ZSKA Moskau*          | Moskau          | ZSKA-Universal-Sporthalle                     | 05.000             | 2                  |
| Panathinaikos         | Athen           | Olympiahalle Athen                            | 19.250             | 2                  |
| Olympiakos            | Piräus          | Stadion des Friedens und der Freundschaft     | 14.171             | -                  |
| Panionios             | Athen           | Elliniko Indoor Arena                         | 08.600             | -                  |
| Real Madrid           | Madrid          | Palacio Vistalegre                            | 15.000             | -                  |
| FC Barcelona          | Barcelona       | Palau Blaugrana                               | 08.000             | 1                  |
| Unicaja Málaga        | Málaga          | Palacio de Deportes José María Martín Carpena | 10.500             | -                  |
| TAU Vitoria           | Vitoria-Gasteiz | Fernando Buesa Arena                          | 09.323             | -                  |
| Joventut de Badalona  | Badalona        | Pavelló Olímpic de Badalona                   | 12.500             | -                  |
| Air Avellino          | Avellino        | Palasport Giacomo Del Mauro                   | 05.300             | -                  |
| Armani Jeans Milano   | Mailand         | Forum di Assago                               | 11.200             | -                  |
| Lottomatica Roma      | Rom             | PalaLottomatica                               | 11.200             | -                  |
| Montepaschi Siena     | Siena           | Pala Sport Mens Sana                          | 06.000             | -                  |
| Le Mans Sarthe Basket | Le Mans         | Antarès                                       | 06.000             | -                  |
| SLUC Nancy Basket     | Nancy           | Palais des sports Jean Weille                 | 06.027             | -                  |
| Efes Pilsen           | Istanbul        | Abdi İpekçi Arena                             | 12.500             | -                  |
| Fenerbahçe Ülkerspor  | Istanbul        | Abdi İpekçi Arena                             | 12.500             | -                  |
| Žalgiris Kaunas       | Kaunas          | Daliaus ir Gireno Sporto Halé                 | 05.000             | -                  |
| Alba Berlin           | Berlin          | O2 World Berlin                               | 14.800             | -                  |
| Partizan Belgrad      | Belgrad         | Hala Pionir                                   | 07.000             | -                  |
| Olimpija Ljubljana    | Ljubljana       | Hala Tivoli                                   | 05.600             | -                  |
| Prokom Trefl Sopot    | Sopot           | Hala Olivia                                   | 05.500             | -                  |
| Cibona Zagreb         | Zagreb          | Dražen-Petrović-Basketballhalle               | 05.200             | -                  |
| Maccabi Tel Aviv      | Tel Aviv        | Nokia Arena                                   | 11.700             | 2                  |

*Titelverteidiger
**Zum Zeitpunkt des Beginns des Wettbewerbs

## Hauptrunde

### Vorrunde
In dieser ersten Phase traten die 24 Mannschaften aufgeteilt in vier Gruppen (A bis D) in Heim- bzw. Auswärtsspielen gegeneinander an, bis jedes Team 10 Spiele absolviert hatte. Für die nächste Runde qualifizierten sich die vier besten aus jeder Gruppe.

### Gruppe A
| Team                 | Sp | S | N | P+  | P-  |
| -------------------- | -- | - | - | --- | --- |
| 1. Unicaja Málaga    | 10 | 8 | 2 | 771 | 698 |
| 2. Olympiakos Piräus | 10 | 6 | 4 | 815 | 748 |
| 3. Maccabi Tel Aviv  | 10 | 6 | 4 | 815 | 811 |
| 4. Cibona Zagreb     | 10 | 5 | 5 | 760 | 772 |
| 5. Air Avellino      | 10 | 3 | 7 | 754 | 814 |
| 6. Le Mans Sarthe    | 10 | 2 | 8 | 747 | 819 |

### Gruppe B
| Team                   | Sp | S | N | P+  | P-  |
| ---------------------- | -- | - | - | --- | --- |
| 1. FC Barcelona        | 10 | 9 | 1 | 813 | 650 |
| 2. Montepaschi Siena   | 10 | 8 | 2 | 835 | 750 |
| 3. Panathinaikos Athen | 10 | 7 | 3 | 763 | 707 |
| 4. Prokom Trefl Sopot  | 10 | 2 | 8 | 675 | 734 |
| 5. Žalgiris Kaunas     | 10 | 2 | 8 | 716 | 812 |
| 6. SLUC Nancy          | 10 | 2 | 8 | 706 | 855 |

### Gruppe C
| Team                    | Sp | S | N | P+  | P-  |
| ----------------------- | -- | - | - | --- | --- |
| 1. TAU Vitoria          | 10 | 8 | 2 | 916 | 808 |
| 2. Lottomatica          | 10 | 6 | 4 | 814 | 786 |
| 3. Fenerbahçe Ülkerspor | 10 | 6 | 4 | 779 | 755 |
| 4. ALBA Berlin          | 10 | 4 | 6 | 691 | 748 |
| 5. Joventut de Badalona | 10 | 4 | 6 | 800 | 810 |
| 6. Olimpija Ljubljana   | 10 | 2 | 8 | 725 | 818 |

### Gruppe D
| Team                   | Sp | S | N | P+  | P-  |
| ---------------------- | -- | - | - | --- | --- |
| 1. ZSKA Moskau         | 10 | 7 | 3 | 774 | 644 |
| 2. Real Madrid         | 10 | 6 | 4 | 740 | 707 |
| 3. Armani Jeans Milano | 10 | 5 | 5 | 734 | 745 |
| 4. Partizan Belgrad    | 10 | 5 | 5 | 706 | 687 |
| 5. Efes Pilsen         | 10 | 4 | 6 | 713 | 762 |
| 6. Panionios Athen     | 10 | 3 | 7 | 668 | 790 |

## Zwischenrunde (Top 16)
In der zweiten Phase der Euroleague wurden die verbliebenen 16 Mannschaften in vier Gruppen (E bis H) zu je vier Teams aufgeteilt. Dabei spiegelte sich das Abschneiden aus der regulären Saison in der Setzliste für die Auslosung wider. Auch in dieser Phase traten die Mannschaften einer jeden Gruppe in Hin- und Rückspielen gegeneinander an. Die zwei besten Teams jeder Gruppe qualifizierten sich dabei für die nächste Runde.

### Gruppe E
| Team                   | Sp | S | N | P+  | P-  |
| ---------------------- | -- | - | - | --- | --- |
| 1. Olympiakos Piräus   | 6  | 5 | 1 | 496 | 446 |
| 2. TAU Vitoria         | 6  | 4 | 2 | 556 | 474 |
| 3. Armani Jeans Milano | 6  | 3 | 3 | 455 | 529 |
| 4. Prokom Trefl Sopot  | 6  | 1 | 5 | 444 | 502 |

### Gruppe F
| Team                | Sp | S | N | P+  | P-  |
| ------------------- | -- | - | - | --- | --- |
| 1. FC Barcelona     | 6  | 5 | 1 | 508 | 429 |
| 2. Real Madrid      | 6  | 5 | 1 | 505 | 487 |
| 3. Maccabi Tel Aviv | 6  | 2 | 4 | 459 | 481 |
| 4. ALBA Berlin      | 6  | 0 | 6 | 427 | 502 |

### Gruppe G
| Team                   | Sp | S | N | P+  | P-  |
| ---------------------- | -- | - | - | --- | --- |
| 1. Panathinaikos Athen | 6  | 5 | 1 | 503 | 428 |
| 2. Partizan Belgrad    | 6  | 4 | 2 | 420 | 434 |
| 3. Unicaja Málaga      | 6  | 2 | 4 | 484 | 461 |
| 4. Lottomatica Roma    | 6  | 1 | 5 | 441 | 525 |

### Gruppe H
| Team                    | Sp | S | N | P+  | P-  |
| ----------------------- | -- | - | - | --- | --- |
| 1. ZSKA Moskau          | 6  | 5 | 1 | 454 | 377 |
| 2. Montepaschi Siena    | 6  | 4 | 2 | 472 | 456 |
| 3. Cibona Zagreb        | 6  | 2 | 4 | 423 | 456 |
| 4. Fenerbahçe Ülkerspor | 6  | 1 | 5 | 384 | 444 |

## Viertelfinale
In einem Modus „Best-of-Five“ traten die verbliebenen acht Teams in vier Mannschaftsbegegnungen gegeneinander an. Die Gruppenersten aus der zweiten Phase genossen dabei bei einem eventuell benötigten fünften Entscheidungsspiel Heimrecht. Die vier Mannschaften, welche diese Duelle für sich entschieden, qualifizierten sich für das Final-Four-Turnier.
| Paarung             | Paarung | Paarung           | 1. Spiel | 2. Spiel | 3. Spiel | 4. Spiel | 5. Spiel |
| Olympiakos Piräus   | -       | Real Madrid       | 88:79    | 79:73    | 63:71    | 78:75    |          |
| FC Barcelona        | -       | TAU Vitoria       | 75:84    | 85:62    | 62:69    | 84:63    | 78:62    |
| Panathinaikos Athen | -       | Montepaschi Siena | 90:85    | 79:84    | 72:53    | 91:84    |          |
| ZSKA Moskau         | -       | Partizan Belgrad  | 56:47    | 77:50    | 67:56    |          |          |

## Final Four Turnier
In einem Turnier das zwischen dem 1. und 3. Mai 2008 ausgetragen wurde, traten je zwei Mannschaften in Halbfinals gegeneinander an. Die Sieger qualifizierten sich für das Finale aus dem der Sieger der EuroLeague hervorging.

### Halbfinale
Die Halbfinalspiele fanden am 1. Mai 2009 in der O2 World in Berlin statt.
| Paarung           | Paarung | Paarung             | Ergebnis |
| Olympiakos Piräus | -       | Panathinaikos Athen | 82:84    |
| FC Barcelona      | -       | ZSKA Moskau         | 78:82    |

### Spiel um Platz 3
Das Spiel um Platz 3 fand am 3. Mai statt.
| Paarung           | Paarung | Paarung      | Ergebnis |
| Olympiakos Piräus | -       | FC Barcelona | 79:95    |

### Finale
Das EuroLeague Finale fand am 3. Mai 2009 in der O2 World in Berlin statt.
| Paarung             | Panathinaikos Athen – ZSKA Moskau |
| Ergebnis            | 73:71 |
| Datum               | 3. Mai 2009 |
| Stadion             | O2 World, Berlin |
| Zuschauer           | 13.238 |
| Schiedsrichter      | Juan Carlos Arteaga, Shmuel Bachar, Romuldas Brazauskas |
| Panathinaikos Athen | Michael Batiste 6 Punkte, Dimitrios Diamantidis 10, Antonios Fotsis 13, Šarūnas Jasikevičius 10, Drew Nicholas 7, Nikola Peković 6, Efstratios Perperoglou 6, Vasilios Spanoulis 13, Konstantinos Tsartsaris 2 Trainer: Željko Obradović |
| ZSKA Moskau         | Wiktor Chrjapa 9, J. R. Holden 14, Alexander Kaun 3, Trajan Langdon 13, Erazem Lorbek 5, Terence Morris, Zoran Planinić 5, Ramūnas Šiškauskas 13, Matjaž Smodiš 9, Nikolaos Zisis Trainer: Ettore Messina                                |

## Auszeichnungen

### MVP der Euroleague Saison 2008–2009

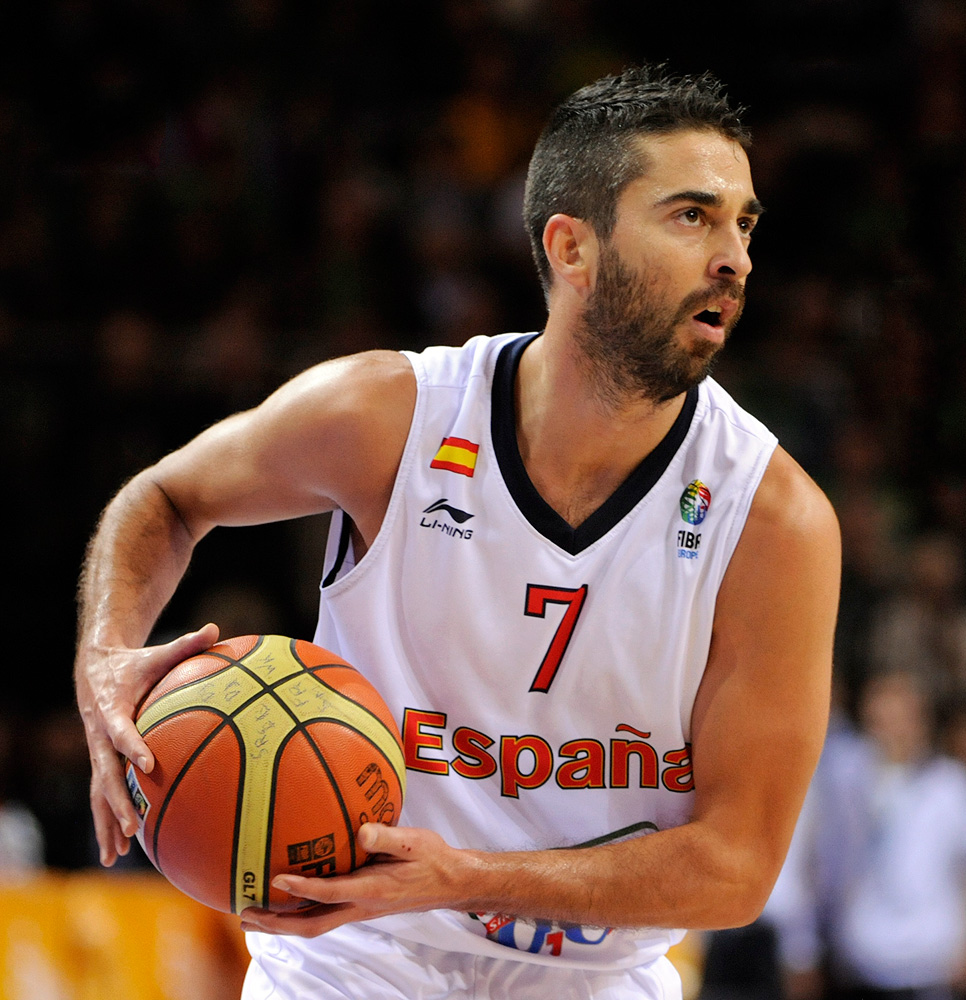
Regular Season MVP: Juan Carlos Navarro

- Juan Carlos Navarro (FC Barcelona)

### Final Four MVP

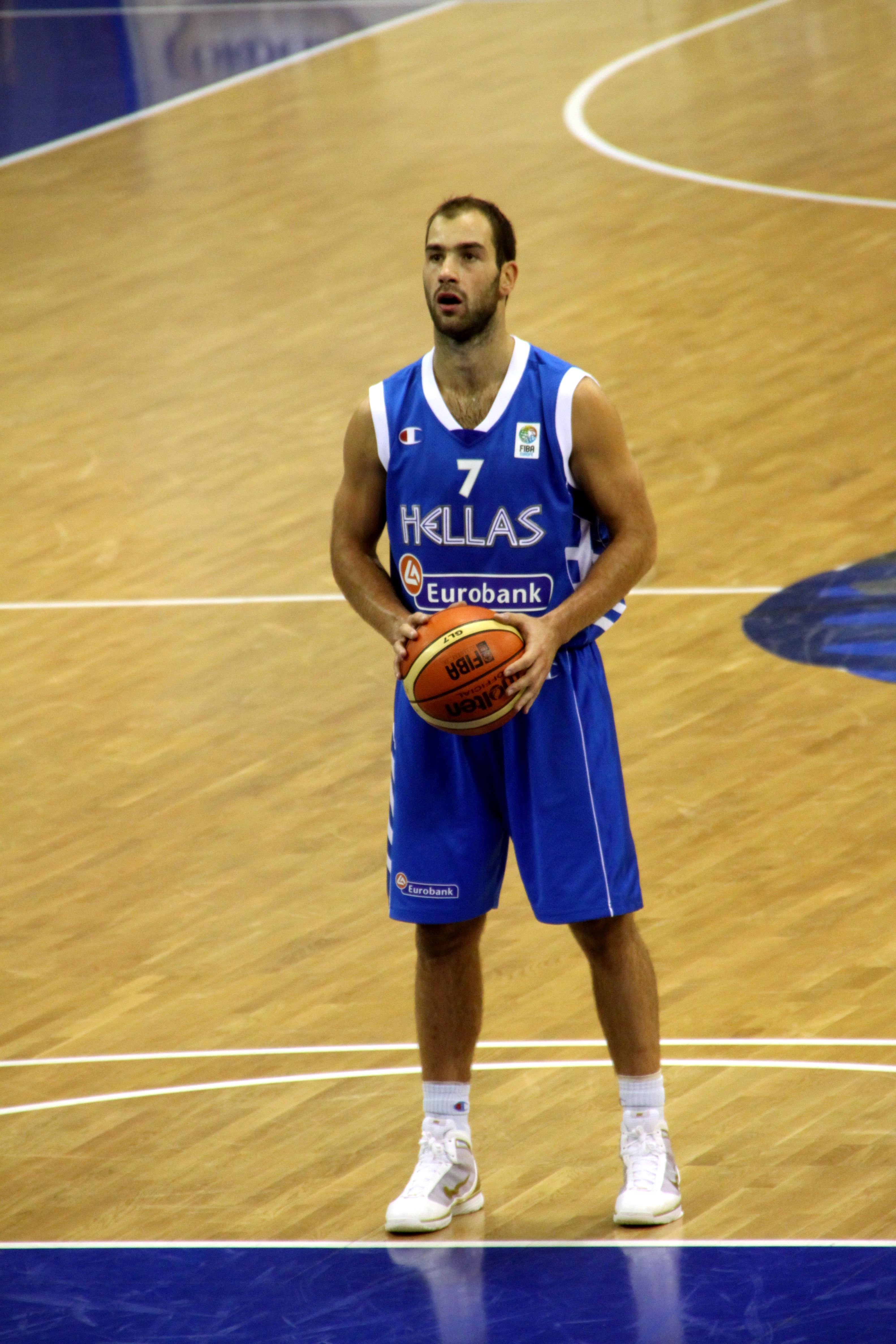
Final Four MVP: Vasilios Spanoulis

- Vasilios Spanoulis (Panathinaikos Athen)

### All Euroleague First Team 2008–2009
- Terrell McIntyre (Montepaschi Siena)
- Juan Carlos Navarro (FC Barcelona)
- Igor Rakočević (TAU Ceramica)
- Ioannis Bourousis (Olympiakos Piräus)
- Nikola Peković (Panathinaikos Athen)

### All Euroleague Second Team 2008–2009
- Theodoros Papaloukas (Olympiakos Piräus)
- Vasilios Spanoulis (Panathinaikos Athen)
- Ramūnas Šiškauskas (ZSKA Moskau)
- Erazem Lorbek (ZSKA Moskau)
- Tiago Splitter (TAU Ceramica)

### Bester Verteidiger
- Dimitrios Diamantidis (Panathinaikos Athen)

### Rising Star Trophy
- Novica Veličković (Partizan Belgrad)

### Alphonso Ford Top Scorer Trophy
- Igor Rakočević (TAU Ceramica)

### Trainer des Jahres (Alexander Gomelski Trophy)
- Duško Vujošević (Partizan)

### Club Executive of the Year
- Marco Baldi (ALBA)

### MVP des Monats
- Oktober:  Ersan İlyasova (FC Barcelona)
- November:  Sani Bečirovič (Lottomatica Roma)
- Dezember:  Lior Eliyahu (Maccabi)
- Januar:  Igor Rakočević (TAU Ceramica)
- Februar:  Novica Veličković (Partizan Belgrad)
- März:  Erazem Lorbek (ZSKA Moskau)
- April:  Erazem Lorbek (ZSKA Moskau)